# Pablo Sáenz de Barés
Pablo Sáenz de Barés (Segovia, 29 de junio de 1878-¿Barcelona?, 1936), doctor en derecho y hombre de letras.

## Reseña biográfica
Pablo Sáenz de Barés, doctorado en derecho en Barcelona, fue asesor legal de la Unión de Agricultores Españoles y fundó el periódico Gaceta de Cataluña, que dirigió durante muchos años.
Hombre de letras, poeta y escritor, su nombre debe su buen sonido especialmente a la colección de hermosos poemas «Mis tres amores» y al drama en los versos «El dos de Mayo». Al trasladarse a Madrid, colaboró en casi todas las revistas españolas durante más de doce años como redactor. Escribió numerosos artículos en varios periódicos, bajo el nombre de Fernando, que regularmente fueron tomados por la mayoría de los diarios y semanarios católicos de la provincia.
Durante el año 1920, dirigió el periódico tradicionalista español El Norte de Gerona y se presentó a las elecciones generales como candidato del partido político Unión Monárquica Nacional. En los años 30, colaboró en los talleres del diario La Independencia, adherido al tradicionalismo. También fue colaborador del veterano diario carlista de Barcelona El Correo Catalán. 
En el año 1932 dirigió el semanario Hispanidad, del que fueron colaboradores carlistas como René Llanas de Niubó, además de albiñanistas y monárquicos alfonsinos.
Pablo Sáenz de Barés fue víctima de la represión en la retaguardia republicana durante la guerra civil, ignorándose el lugar exacto de su asesinato. Tras la victoria del bando nacional, le fue dedicada una calle en Barcelona, que aún conserva.

## Obras
- Sáenz de Barés, Pablo (1906, Barcelona). Mis tres amores. Colección de versos. Casanovas.
- Sáenz de Barés, Pablo (1914, Barcelona). El dos de mayo tragedia en tres actos y en verso. Four centuries of Spanish drama.
- Sáenz de Barés, Pablo (1916, Barcelona). Contra soberbia humildad Contra avaricia largueza ; Contra ira paciencia ; Contra gula templanza ; Contra envidia caridad ; Contra pereza diligencia. Biblioteca cuentos blancos, tomo 5.
- Sáenz de Barés, Pablo (1925, Madrid). El asalto. Nuestra Novela.
- Sáenz de Barés, Pablo (1925, Madrid). El mejor maestro. Nuestra Novela.
- Sáenz de Barés, Pablo (1931, Mallorca). Mi voto : pliego de reparos al Estatuto de Cataluña. Fénix.
- Sáenz de Barés, Pablo (1933, Barcelona). Mi voto : pliego de reparos al Estatuto de Cataluña : tres reparos graves, siete reparos medianos y una infinidad de reparos menores, y aún no se ponen todos. Fénix.